# Juan Sebastián de Elcano

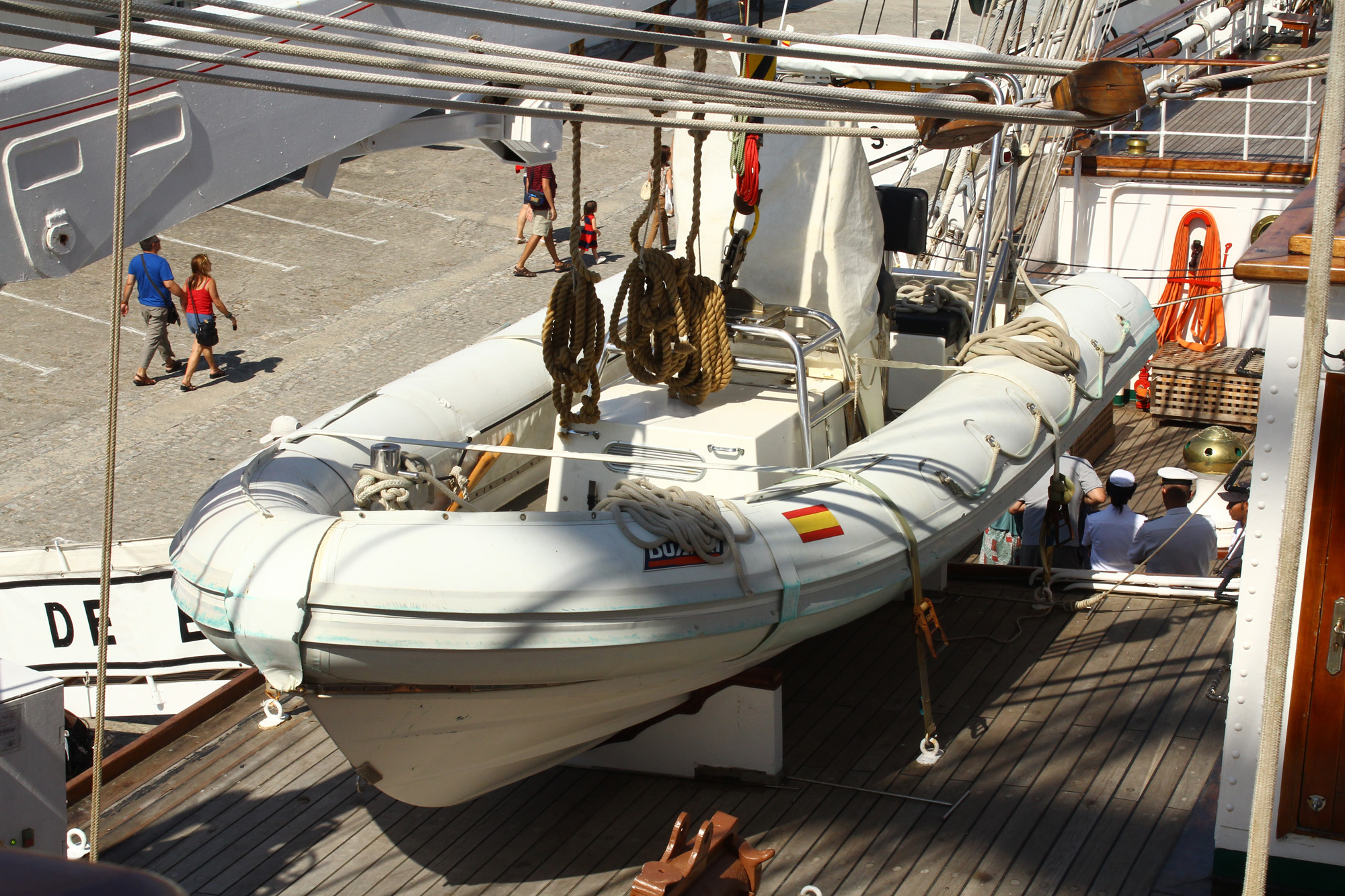
Duarry Super Cat sur le pont du Juan Sebastián de Elcano

Le Juan Sebastián de Elcano est un quatre-mâts goélette à hunier en acier et le voilier école de la marine espagnole. 
C'est l'un des plus grands voiliers du monde.

## Histoire
Il a été nommé en l'honneur du grand capitaine servant sous Magellan, le Basque Juan Sebastián Elcano. Ses armoiries sont un globe, au-dessous duquel il y avait cette devise : Primus circumdedisti me (« c'est toi qui le premier m'a contourné »).
L’Elcano (comme il est appelé par son équipage) a accompli dix voyages autour du monde, sans franchir le cap Horn, empruntant le canal de Panamá. Ses quatre mâts portent des noms spéciaux et ne sont pas nommés de façon conventionnelle, mais d'après les navires-écoles précédents, à trois-mâts : Blanca, Almansa, Asturias et Náutilus. Les noms normaux sont (palo) trinquete (mât de misaine), (palo) mayor proel (grand mât), (palo) mayor popel (grand mât arrière) et mesana (mât d'artimon).
Il a remporté plusieurs fois le Boston Teapot Trophy, en 1979, 1997 et 1999, sa meilleure performance étant de 1 126 milles en 124 heures.
En juillet 2014, pendant la croisière des aspirants de marine (élèves-officiers de troisième année), 127 kilos de cocaïne ont été saisis à son bord.

## Navire jumeau
- Esmeralda (quatre-mâts goélette à brigantine), voilier école de la marine chilienne.